# Eleccions generals espanyoles de 1993
Les Eleccions generals espanyoles de 1993 es van celebrar el 6 de juny. En elles el PSOE tornà a guanyar malgrat patir un fort descens i un fort augment del Partit Popular. Felipe González tornà a ser investit president del govern, però el 1996 es va veure obligat a convocar eleccions anticipades.

## Votació d'investidura
El divendres 9 de juliol de 1993, Felipe González va ser investit President del Govern per quarta vegada, mantenint-se el seu registre de quatre mandats consecutius com el més gran fins ara. El candidat socialista va aconseguir la majoria absoluta en la primera votació gràcies al suport de Convergència i Unió i Partit Nacionalista Basc.

## Resultats
| ← Eleccions generals espanyoles 6 de juny de 1993 →      |           |       |        |       |
| Congrés dels diputats                                    |           |       |        |       |
| Partit                                                   | Vots      | %     | Escons | Dif.  |
| Partit Socialista Obrer Espanyol (PSOE)                  | 9.150.083 | 38,78 | 159    | -16   |
| Partit Popular (PP)                                      | 8.201.463 | 34,76 | 141    | +34   |
| Esquerra Unida-Iniciativa per Catalunya (IU)             | 2.253.722 | 9,55  | 18     | +1    |
| Convergència i Unió (CiU)                                | 1.165.783 | 4,94  | 17     | -1    |
| Partit Nacionalista Basc (PNB)                           | 291.448   | 1,24  | 5      | =     |
| Coalició Canària (CC)                                    | 207.077   | 0,88  | 4      | +3(*) |
| Herri Batasuna (HB)                                      | 206.876   | 0,88  | 2      | -2    |
| Esquerra Republicana de Catalunya (ERC)                  | 189.632   | 0,8   | 1      | +1    |
| Partit Aragonès Regionalista (PAR)                       | 144.544   | 0,61  | 1      | =     |
| Coalició Eusko Alkartasuna - Euskal Ezkerra (EA-EUE)     | 129.293   | 0,55  | 1      | =     |
| Unió Valenciana (UV)                                     | 112.341   | 0,48  | 1      | -1    |
| Centro Democrático y Social (CDS)                        | 414.740   | 1,76  |        |       |
| Los Verdes                                               | 185.940   | 0,79  |        |       |
| Bloc Nacionalista Gallec (BNG)                           | 126.965   | 0,54  |        |       |
| Partit Andalusista                                       | 96.513    | 0,41  |        |       |
| Los Ecologistas (LE)                                     | 68.851    | 0,29  |        |       |
| Agrupación Electoral Ruiz Mateos                         | 54.518    | 0,23  |        |       |
| Partido Andaluz del Progreso (PAP)                       | 43.169    | 0,18  |        |       |
| Unitat del Poble Valencià (UPV)                          | 41.052    | 0,17  |        |       |
| Partido Socialista de los Trabajadores (PST)             | 30.068    | 0,13  |        |       |
| Unió per al Progrés de Cantàbria (UPC)                   | 27.005    | 0,11  |        |       |
| PSM-ENE                                                  | 20.118    | 0,19  |        |       |
| Partit Regionalista de Cantàbria (PRC)                   | 18.608    | 0,18  |        |       |
| Unidad Alavesa (UA)                                      | 16.623    | 0,07  |        |       |
| Grupo Independiente Liberal (GIL)                        | 16.452    | 0,07  |        |       |
| Partit de Gran Canària (PGC)                             | 15.246    | 0,06  |        |       |
| Unió del Poble Lleonès (UPL)                             | 13.097    | 0,06  |        |       |
| Partit de la Llei Natural (PLN)                          | 11.392    | 0,05  |        |       |
| Partit Asturianista (PAS)                                | 11.088    | 0,05  |        |       |
| Extremadura Unida (EU)                                   | 10.653    | 0,05  |        |       |
| Partit Comunista dels Pobles d'Espanya (PCPE)            | 10,233    | 0,04  |        |       |
| Unió Mallorquina, Menorquina i Pitiusa                   | 10.053    | 0,04  |        |       |
| Partit Ecologista de Catalunya (PEC)                     | 9.242     | 0,04  |        |       |
| Partit Humanista (PH)                                    | 8.834     | 0,05  |        |       |
| Partit Obrer Revolucionari (POR)                         | 8.667     | 0,04  |        |       |
| Falange Española de las JONS                             | 8.000     | 0,03  |        |       |
| Coalición por un Nuevo Partido Socialista (CNPS)         | 7.991     | 0,03  |        |       |
| Partido Riojano (PH)                                     | 7.532     | 0,03  |        |       |
| Chunta Aragonesista (POR)                                | 6.344     | 0,03  |        |       |
| Converxencia Nacionalista Galega                         | 4.663     | 0,02  |        |       |
| Tierra Comunera-Partido Nacionalista Castellano (TC-PNC) | 4.647     | 0,02  |        |       |
| Alternativa Galega (AG)                                  | 3.286     | 0,01  |        |       |
| ARDE-Federación Republicana                              | 3.063     | 0,01  |        |       |
| URCL                                                     | 2.715     | 0,01  |        |       |
| Partit del Bierzo (PB)                                   | 2.681     | 0,02  |        |       |
| Partido Regionalista Extremeño (PREX)                    | 2.086     | 0,01  |        |       |
| Esquerra Nacionalista Valenciana                         | 1.517     | 0,00  |        |       |
| Falange Española Independiente                           | 1.415     | 0,01  |        |       |
| Partido Regionalista del País Leonés (PREPAL)            | 1.193     | 0,01  |        |       |
| Assemblea Tinerfenya (AT)                                | 1.159     | 0,01  |        |       |
| Andecha Astur                                            | 787       | 0,00  |        |       |
| Conceyu Independiente d'Asturies                         | 528       | 0,00  |        |       |

(*) Prenent com a base els escons d'Agrupaciones Independientes de Canarias.

## Dades
- Cens electoral: 31.030.511
- Votants: 76,44%
- Abstenció: 23,56%
- Vots vàlids: 99,46%
- Vots nuls: 0,54%
- Vots a candidatures: 99,2%
- Vots Blancs: 0,8%

## Diputats

### Catalunya

#### Barcelona
- Narcís Serra i Serra (PSC-PSOE)
- Josep Borrell i Fontelles (PSC-PSOE)
- Jordi Solé i Tura (PSC-PSOE)
- Eduardo Martín Toval (PSC-PSOE)
- Mercè Aroz i Ibáñez (PSC-PSOE)
- Salvador Clotas i Cierco (PSC-PSOE)
- Joan Marcet i Morera (PSC-PSOE)
- Anna Balletbò i Puig (PSC-PSOE)
- Francisco Neira León (PSC-PSOE)
- Jordi Marsal i Muntalà (PSC-PSOE)
- Pere Jover i Presa (PSC-PSOE)
- Carme Figueras i Siñol (PSC-PSOE)
- Miquel Roca i Junyent (CiU)
- Joaquim Molins i Amat (CiU)
- Francesc Homs i Ferret (CiU)
- Josep Sánchez i Llibre (CiU)
- Rafael Hinojosa i Lucena (CiU)
- Joaquima Alemany i Roca (CiU)
- Lluís Miquel Recoder i Miralles (CiU)
- Jordi Casas i Bedós (CiU)
- Pere Baltà i Llopart (CiU)
- Ramon Camp i Batalla (CiU)
- Jorge Fernández Díaz (Partit Popular de Catalunya)
- Manuel Milián Mestre (Partit Popular de Catalunya)
- Guillermo Gortázar Echevarría (Partit Popular de Catalunya)
- Sergio Gómez-Alba Ruiz (Partit Popular de Catalunya)
- Reyes Montseny Masip (Partit Popular de Catalunya)
- Salvador Sanz Palacio (Partit Popular de Catalunya)
- Rafael Ribó i Massó (Iniciativa per Catalunya)
- Ramon Espasa i Oliver (Iniciativa per Catalunya)
- Mercè Rivadulla i Gràcia (Iniciativa per Catalunya)
- Pilar Rahola i Martínez (ERC)

#### Girona
- Josep López de Lerma i López (CiU)
- Salvador Carrera i Comes (CiU)
- Pere Vidal Sardó (CiU)
- Joan Manuel del Pozo i Álvarez (PSC-PSOE)
- Lluís Maria de Puig i Olivé (PSC-PSOE)

#### Lleida
- Jaume Cardona i Vila (CiU)
- Josep Grau i Serís (CiU)
- Josep Pau i Pernau (PSC-PSOE)
- Josep Ignasi Llorens i Torres (Partit Popular de Catalunya)

#### Tarragona
- Francesc Xavier Sabaté i Ibarz (CiU)
- Salvador Sedó i Marsal (CiU)
- Jaume Antich i Balada (PSC-PSOE)
- Lluís Miquel Pérez Segura (PSC-PSOE)
- Juan Manuel Fabra Vallés (Partit Popular de Catalunya)

### Comunitat Valenciana

#### Alacant
- Federico Trillo-Figueroa Martínez-Conde (PPCV)
- Luis Fernando Cartagena Travesedo (PPCV)
- José Cholbi Diego (PPCV)
- Diego Such Pérez (PPCV)
- Julio Francisco de España Moya (PPCV)
- Josep Vicent Bevià Pastor (PSPV-PSOE)
- Alberto Javier Pérez Farré (PSPV-PSOE)
- Teresa Sempere Jaen (PSPV-PSOE)
- Luis Berenguer Fuster (PSPV-PSOE)
- Narcís Vázquez Romero (EUPV)

#### Castelló de la Plana
- Mª Carmen Pardo Raga (Partit Popular)
- Juan Costa Climent (Partit Popular)
- Gabriel Elorriaga Fernández (Partit Popular)
- Francisco Arnau Navarro (PSPV-PSOE)
- Ofelia Soler Nomdedéu (PSPV-PSOE)

#### València
- Leopoldo Ortiz Climent (Partit Popular)
- José Manuel García-Margalló Marfil (Partit Popular)
- Guillermo María Martínez Casañ (Partit Popular)
- José Ramón Pascual Monzó (Partit Popular)
- Eva María Amador Guillén (Partit Popular)
- Ignacio Gil Lázaro (Partit Popular)
- Gerardo Camps Devesa (Partit Popular)
- Ciprià Ciscar Casaban (PSPV-PSOE)
- Vicent Albero Silla (PSPV-PSOE)
- Antoni Asunción Hernández (PSPV-PSOE)
- Jaume Castells Ferrer (PSPV-PSOE)
- José María Mohedano Fuertes (PSPV-PSOE)
- Adela Pla Pastor (PSPV-PSOE)
- Ricardo Peralta Ortega (EUPV)
- Presentación Urán González (EUPV)
- Vicent González Lizondo (UV)

### Illes Balears
- María Luisa Cava de Llano y Carrió (Partit Popular)
- Francisco Gilet Girart (Partit Popular)
- Adolfo Vilafranca Bosch (Partit Popular)
- Joaquín Cotoner Goyeneche (Partit Popular)
- Albert Moragues Gomila (PSIB-PSOE)
- Antoni Costa Costa (PSIB-PSOE)
- Félix Pons Irazazábal (PSIB-PSOE)

## Senadors

### Astúries
- Ángel Fernández Menéndez (Partit Popular)
- Rafael Fernández Álvarez (PSOE)
- José Ramón Herrero Merediz (PSOE)
- María Nelly Fernández Arias (PSOE)

### Catalunya

#### Barcelona
- Jordi Maragall i Noble (PSC-PSOE)
- Marta Mata i Garriga (PSC-PSOE)
- Victòria Camps i Cervera (PSC-PSOE)
- Sixte Cambra i Sànchez (CiU)

#### Girona
- Arseni Gibert i Bosch (PSC-PSOE)
- Ramon Sala i Canadell (CiU)
- Manuel Ibarz i Casadevall (CiU)
- David Marca i Cañellas (CiU)

#### Lleida
- Miquel Aguilà i Barril (PSC-PSOE)
- Manuel Ferrer i Profitós (CiU)
- Pere Grau i Buldú (CiU)
- Estanislau Felip i Monsonís (CiU)

#### Tarragona
- Vicent Beguer i Oliveres (CiU)
- Josep Maria Bertran i Soler (CiU)
- Ramon Aleu i Jornet (PSC-PSOE)
- Ramon Vallvé i Navarro (CiU)

### Comunitat Valenciana

#### Alacant
- Angel Antonio Franco Gutiez (PSPV-PSOE)
- Laura Martínez Berenguer (Partit Popular)
- José Joaquín Ripoll Serrano (Partit Popular)
  - substituït per Juan Antonio Rodríguez Marín
- Miguel Barceló Pérez (Partit Popular)
  - substituït per Miguel Ortiz Zaragoza

#### Castelló
- Miguel Bellido Ribés (PSPV-PSOE)
- Juan José Ortiz Pérez (Partit Popular)
- José María Escuín Monfort (Partit Popular)
- Miguel Prim Tomás (Partit Popular)

#### València
- Alfons Cucó Giner (PSPV-PSOE)
- Josefa Frau Ribes (PSPV-PSOE)
- Pedro Agramunt Font de Mora (Partit Popular)
- Esteban González Pons (Partit Popular)

### Illes Balears

#### Mallorca
- José Cañellas Fons (Partit Popular)
- Antoni Garcías Coll (PSIB-PSOE)
- Jaume Font Barceló (Partit Popular)

#### Menorca
- Martín José Escudero Sirerol (Partit Popular)

#### Eivissa-Formentera
- Josep Juan Cardona (Partit Popular)

### Euskadi

#### Àlaba
- Estrella Rojo Tudela (PSE-PSOE)
- Ramón Rabanera Rivacoba (Partit Popular)
- Augusto Borderas Gaztambide (PSE-PSOE)
- Francisco Javier Rojo García (PSE-PSOE)

#### Biscaia
- Pello Caballero Lasquibar (EAJ-PNB)
- Ramón Rubial Cavia (PSE-PSOE)
- Jon Gangoiti Llaguno (EAJ-PNB)
- Ricardo Sanz Cebrián (EAJ-PNB)

#### Gipúscoa
- Mario Onaindia Natxiondo (PSE-EE)
- José Luis Elkoro Unamuno (Herri Batasuna)
- Gemma Zabaleta Areta (PSE-EE)
- Ana María Urchueguía Asensio (PSE-EE)

### Galícia

#### La Corunya
- Manuel Jaime Barreiro Gil (PSOE)
  - substituït per Leopoldo Rubido Ramonde
- José María Hernández Cochón (Partit Popular)
- Juan Blanco Rouco (Partit Popular)
- Álvaro Someso Salvadores (Partit Popular)

#### Lugo
- Francisco Cacharro Pardo (PP)
- José Blanco López (PSOE)
- Julio Manuel Yebra-Pimentel Blanco (PP)
- César Aja Mariño (PP)

#### Ourense
- Luis Milia Méndez (PSOE)
- Jorge Bermello Fernández (Partit Popular)
- Antonio Hervella Martínez (Partit Popular)
- José Luis Baltar Pumar (Partit Popular)

#### Pontevedra
- José Castro Álvarez (Partit Popular)
- César José Mera Rodríguez (Partit Popular)
- Jaime Rey Barreiro (PSOE)
- José Luis Rivera Mallo (Partit Popular)

### Navarra
- Santiago Cervera Soto (Unió del Poble Navarrès)
- José Iribas Sánchez de Boado (Unió del Poble Navarrès)
- Pedro José Ardaiz Egüés (PSOE)
- Balbino Bados Artiz (Unió del Poble Navarrès)